# سیمز ۲: زندگی شبانه
سیمز ۲: زندگی شبانه (به انگلیسی: The Sims 2: Nightlife) عنوان دومین بسته الحاقی برای بازی ویدئویی شبیه‌سازی زندگی سیمز ۲، و پس از سیمز ۲: دانشگاه است. این بازی در تاریخ ۱۳ سپتامبر ۲۰۰۵ عرضه شده و سازنده آن ماکسیس است.
«The Sims 2: Nightlife» یک بسته الحاقی برای بازی شبیه‌سازی زندگی «The Sims 2» (منتشرشده در سال ۲۰۰۴) است که توسط «مکسیس» توسعه یافته و توسط «الکترونیک آرتز» منتشر شده است. این دومین بسته الحاقی برای بازی بود که در ۱۵ سپتامبر ۲۰۰۵ عرضه شد.  
«Nightlife» تعاملات اجتماعی و عاشقانه بازی را گسترش می‌دهد و عناصری مانند «شیمی عاشقانه» و یک مینی‌گیم قرارگذاری رسمی را معرفی می‌کند. همچنین، محله‌های جدید «مرکز شهر» را اضافه می‌کند که شامل مکان‌های عمومی مانند بارها، کلوپ‌ها و رستوران‌ها می‌شود. تغییراتی در سیستم اشیاء بازی ایجاد شده، از جمله یک سیستم کامل مدیریت موجودی، و گزینه‌های جدید گیم‌پلی مانند امکان تبدیل کارکترها به خون‌آشام‌ها نیز معرفی شده‌اند.  
این بسته از «The Sims: Hot Date» (یک بسته الحاقی مشابه برای نسخه اول بازی و یکی از محبوب‌ترین‌های آن) الهام گرفته بود. منتقدان آن زمان به محتوای جذاب‌تر آن در مقایسه با نسخه اصلی اشاره کردند؛ واکنش‌ها عموماً مثبت بود، اما عملکرد آن روی سخت‌افزارهای آن دوره مورد انتقاد قرار گرفت. از نظر تجاری موفق بود و به یکی از پرفروش‌ترین بازی‌های سال ۲۰۰۵ تبدیل شد. تم‌های «Nightlife»، عناصر فراطبیعی و شخصیت‌های تکرارشونده آن، بر بازی‌های بعدی این سری تأثیر گذاشتند.

## گیم پلی
The Sims 2: Nightlife با تغییرات گسترده، بازی پایه را متحول می‌کند. این بسته یک منطقه اختصاصی به نام مرکز شهر معرفی می‌کند که عمدتاً شامل مکان‌های عمومی است و همچنین تغییرات عمیقی در رفتار کارکترها ایجاد می‌نماید.
سیستم روابط و قرارها
این بسته با معرفی سیستم شیمی، تعاملات عاشقانه را دگرگون می‌سازد. در این سیستم میزان جذابیت کارکترها برای هم بر اساس شخصیت، آرزوها و فاکتورهای جدیدی مانند علاقه‌مندی‌ها و بی‌علاقگی‌ها تعیین می‌شود. این فاکتورها می‌توانند شامل رنگ مو، فرم بدن یا ویژگی‌های فراطبیعی باشند.
یک مینی‌گیم قرارگذاری با امتیازدهی نیز معرفی شده است. در طول قرار، کارکترها باید خواسته‌های طرف مقابل را برآورده کنند و از ترس‌های او دوری نمایند. در صورت موفقیت، امتیاز قرار افزایش یافته و هدایایی دریافت می‌کنند، اما در صورت شکست با کیسه‌های آتشین فضولات روبرو می‌شوند. یک سیستم ملاقات اجتماعی دوستانه نیز با مکانیک مشابه اضافه شده است.
محله‌های جدید و امکانات تفریحی
بازیکنان می‌توانند به محله‌های فرعی مرکز شهر بروند که شامل مکان‌هایی مانند بارها، کلوپ‌ها، رستوران‌ها و سالن‌های بولینگ است. این مکان‌ها برای قرارها و گردش‌های اجتماعی طراحی شده‌اند.
آرزوهای جدید
دو آرزوی جدید معرفی شده است:
- لذت: این کارکترها به تفریحات شهری علاقه دارند.
- پنیر گریل‌شده: این آرزو از طریق یک اشتباه خاص به دست می‌آید و کارکتر وسواس زیادی به ساندویچ پنیر گریل‌شده دارد.
تغییرات در اشیاء
برای اولین بار کارکترها می‌توانند رانندگی کنند. اشیاء جدیدی مانند میزهای پوکر و دستگاه‌های کارائوکه نیز اضافه شده‌اند. یک سیستم موجودی جدید معرفی شده که به کارکترها اجازه می‌دهد اشیاء مختلف را حمل کنند.
خون‌آشام‌ها
این بسته خون‌آشام‌ها را به بازی اضافه می‌کند. دو خون‌آشام اصلی در هر مرکز شهر وجود دارند. کارکتر می‌تواند با دوستی با آنها به خون‌آشام تبدیل شود.
ویژگی‌های خون‌آشام‌ها:
- در شب نیازهایشان کاهش نمی‌یابد
- در روز به سرعت تحلیل می‌روند
- پیر نمی‌شوند
- انعکاسی در آینه ندارند
- می‌توانند پرواز کنند
طراحی خون‌آشام‌ها در این نسخه کلاسیک‌تر است و ویژگی‌های غیرانسانی بیشتری دارند. خون‌آشامی به انتقال نمی‌یابد اما می‌توانند با سایر موجودات فراطبیعی ترکیب شوند.